# Villingadalsfjall
Il Villingadalsfjall è il principale rilievo dell'isola di Viðoy, appartenente all'arcipelago delle isole Isole Fær Øer, dipendenza della Danimarca.
La vetta misura 841 metri sul livello del mare ed è la terza cima più alta dell'arcipelago dopo lo Slættaratindur (882 metri) e il Gráfelli (856 metri).